# Ammonites (descendents d'Ammon)
Els ammonites foren una unió de tribus del Pròxim Orient del Mil·lenni II aC.

## Història dels ammonites
No es coneixen els seus orígens però sí el seu modus vivendi. La seva capital fou Rabbath-Ammon (en grec Rabbathammana), més coneguda com a Rabà. Ciutat que Ptolemeu Filadelf va canviar de nom en honor seu a Filadèlfia en el segle i aC i que va esdevenir una ciutat important. Actualment s'anomena Amman.
La seva economia era agrícola i ramadera. S'explotaven les pedreres. El comerç es feia amb Egipte, Mesopotàmia, Síria i Anatòlia. Els edomites i moabites els pagaven un cànon per les rutes comercials que passaven pel seu territori. El seu llenguatge era semític i proper a l'hebreu i al moabita. Els noms coneguts dels ammonites són d'arrel canaanea.
De la religió se'n coneix poca cosa; un dels seus déus es deia Milcom o Malcam (la Bíblia diu que se li feien sacrificis humans, però no se n'han trobat proves). Pels noms dels seus reis, segurament el culte de Baal coexistia amb el de Milcom i possiblement amb el d'El i, fins i tot, amb l'hebreu Jehovà i l'edomita Kaus.
Incorporat el seu regne al Regne d'Israel dels macabeus, els ammonites encara eren nombrosos al segle ii al sud de Palestina, segons Justí el Màrtir, i estaven enfrontats amb els fariseus, ja que es reclamaven com a jueus, cosa que havia estat prohibida com en temps del mític Saül.

## Els ammonites en la Bíblia
Segons el Gènesi, els ammonites són els descendents de Benammí (també conegut com a Ammí o Ammon), un dels fills de Lot, nebot d'Abraham, nascut d'una relació incestuosa amb la seva pròpia filla petita. El Gènesi els considera parents propers dels israelites (descendents de Jacob), dels edomites (descendents d'Esaú) i encara més dels moabites (descendents de Moab). La tribu dels ammonites va exterminar els zamzunminis (zuzim o zamzummim) i es va establir als seus territoris, al nord de Moab i a l'est del riu Jordà.
Segons l'Èxode, els israelites van trobar a la seva arribada a Canaan el Regne de Sihon com a dominador de Galaad, el país a l'est del riu Jordà, ja que aquest havia expulsat els ammonites del seu territori. L'exèrcit hebreu, comandat per Josuè, va demanar creuar el seu territori, però no els ho fou permès; aleshores, foren exclosos de la Congregació del senyor durant deu generacions i van veure com els nouvinguts van ocupar les seves terres. Tres-cents anys després, un rei ammonita va envair les terres d'Israel fins que fou derrotat pel jutge d'Israel, Jeftè.
En temps del rei David, el rei ammonita Nahaix va pactar una aliança amb Israel. Però quan va morir, el fill i successor, Hanum, va malfiar-se dels jueus i es va trencar l'acord. Aleshores, va declarar la guerra a David i, juntament amb els siris, van atacar Israel. La guerra va durar prop d'un any, fins que l'exèrcit israelita del general Joab va arrasar Rabà, la capital ammonita.